# 漫符
漫符（まんぷ）は漫画などに特有な記号表現のことである。
漫符は主として、漫画などのキャラクターの内面を表現するための、独特の視覚言語やアイコノグラフィーに属するシンボル（アイコン）である。
現代では主に日本において漫画や、漫画の影響を受けたアニメ作品において漫符的な表現が見られる。また、欧米などの漫画（アメリカン・コミックス、バンド・デシネなど）においても漫符に相当する表現技法が見られる場合があるが、概してその種類は少ない。
なお、本項目では実体の記号として描写されるものについて扱う。その他の日本の漫画について特有の表現技法については、同項目を参照のこと。

## 概要
漫符の起源や変遷は漫画の起源と同様に古いと考えられるが、ここでは昭和初期以降に日本において普及した漫画、いわゆる現代漫画における漫符について主に取り扱う。

### 用語
古くから見られるが、具体例を示して「漫符」という呼称を使用した初出は『サルでも描けるまんが教室』の第3回である。同作品では漫符を「感情や感覚を視覚化した、まんがならではの符号（記号）」と定義している。
夏目房之介は独立に形喩（けいゆ）という用語を造語している。

## 具体例
分類名はあくまでも便宜的なものであるか、一般的に多用されている呼称であり、用語として定義されている訳ではない。

### 感情の表現

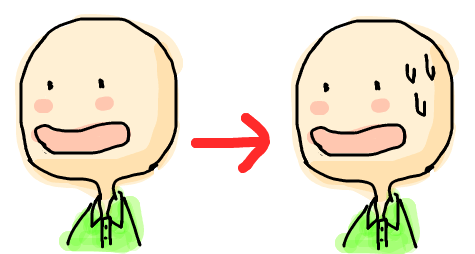
汗マーク

汗・涙（汗マーク）
汗の水滴を戯画化している。焦りや悲しみを表現する:?:9。
主として顔の側面に描かれるが、キャラクターを背後から見た後頭部、更にキャラクターの外側に離れて四方に飛散するように描かれる場合もある。

青筋（怒りマーク）
3 - 4本の曲線によって額などに浮き出る血管を戯画化している。怒りを表現する。:?
照れ線・赤面
斜線を多数密集させた表現で、主として頬付近や耳など顔面が紅潮しやすい部分に描かれ、照れや赤面、恥ずかしさなどを象徴する表現である。ハッチング由来であり、クロスハッチング線（Xのように交差する斜線）で描かれる場合もある。
これは両頬の頬骨付近に常に描かれるいわゆる「コテ線」とは異なる。
湯気
頭部などから噴出する湯気を戯画化している。激怒を表現する。:?
全体的にはブロッコリーを縦に切った断面を簡素化し線画化したものに類似する。
垂れ線・青ざめ
縦線を多数密集させた表現で、主として顔面の額や、目の周囲、または目の周囲から上の部分に描かれる。青ざめた顔として、不安、焦燥、沈鬱、心身の落ち込みなどを表現する。
コマ全体の背景としても描かれる

### 情況や効果の表現
笑み線・ワイワイ・賑わい
キャラクターの外側に離れて囲むように1 - 数個程度、線の組み合わせとして描かれる表現。短い円弧に小さい線を1 - 数個程度クロスさせたものが多い。
キャラクターが笑っている状態や、複数のキャラクターが談笑しているような場面で、そのような雰囲気を表現するために使われる。
気付き線
3つ程度の小さい線を拡がるように並べて描かれ、何かに気付いた事などを表現する。なお、驚く程度だった場合には波線が使われる。

### その他
コテ線
「照れ線」とは異なり、頬の頂点にアクセントまたは立体感を出すために描かれる、原則としてキャラクター毎に不変の記号。「ホホタッチ」、「ヒゲ」などとも呼ばれる。派生としてN線、W線などがある。単なる汚れの表現や、本物のヒゲの場合もある。